# Тостмастерс Интернешнл
«Тостмастерс Интернешнл» (англ. Toastmasters International, TI) — международная некоммерческая образовательная организация, целью которой является развитие у её членов навыков общения, публичных выступлений и лидерства. Процесс обучения в организации заключается в регулярном посещении местных, чаще всего англоязычных, клубов организации и прохождении в них программ развития ораторского мастерства и лидерства.
Организация выросла из одного клуба, «Клуб Смедли Номер 1», который был основан Ральфом Смедли в 1924 году в городе Санта-Ана, Калифорния. «Тостмастерс Интернешнл» зарегистрировано в юрисдикции штата Калифорнии в 1932 году. По состоянию на 2019 год, организация объединяет более 357 000 членов в более 16 600 клубах расположенных в 143 других странах, включая Соединенные Штаты, Канаду и многие другие.
В России функционируют двенадцать клубов организации Тостмастерс Интернешнл, десять из которых находятся в Москве — англоязычный клуб Moscow Free Speakers, немецкий клуб Redefluss Moskau, англоязычный клуб WorldSurfers, англоязычный клуб Toastbusters, русскоязычный клуб Златоуст Мастерс, франкоязычный клуб Autour du Mot, испаноязычный клуб Viva, русскоязычный бизнес клуб Optima Forma, корпоративный клуб в компании Haldor Topsoe, англоязычный бизнес клуб Moscow Toastmasters Business Club, один в Санкт-Петербурге (Saint Petersburg Speechmakers) и один в Южно-Сахалинске (Islanders).